# Charles M. Teague

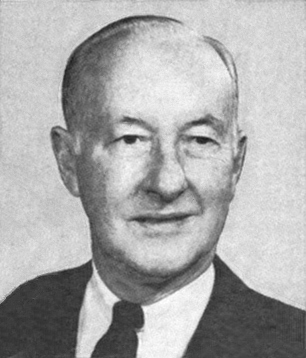
Charles M. Teague (1973)

Charles McKevett Teague (* 18. September 1909 in Santa Paula, Kalifornien; † 1. Januar 1974 ebenda) war ein US-amerikanischer Politiker. Zwischen 1955 und 1974 vertrat er den Bundesstaat Kalifornien im US-Repräsentantenhaus.

## Werdegang
Charles Teague besuchte die öffentlichen Schulen seiner Heimat und studierte danach bis 1931 an der Stanford University. Nach einem anschließenden Jurastudium an derselben Universität und seiner 1934 erfolgten Zulassung als Rechtsanwalt begann er in Los Angeles und Ventura in diesem Beruf zu arbeiten. Während des Zweiten Weltkrieges diente er zwischen 1942 und 1946 im Fliegerkorps der US Army, aus dem wenig später die Air Force hervorging. Nach dem Krieg wurde er einer der Direktoren bei der McKevett Corp. und der Teague-McKevett Co.
Politisch war Teague Mitglied der Republikanischen Partei. Bei den Kongresswahlen des Jahres 1954 wurde er im 13. Wahlbezirk von Kalifornien in das US-Repräsentantenhaus in Washington, D.C. gewählt, wo er am 3. Januar 1955 die Nachfolge von Ernest K. Bramblett antrat. Nach neun Wiederwahlen konnte er bis zu seinem Tod am 1. Januar 1974 im Kongress verbleiben. In diese Zeit fielen unter anderem der Kalte Krieg und der Vietnamkrieg sowie innenpolitisch die Bürgerrechtsbewegung.